# Bogdan Villevalde
Bogdan Pavlovich Villevalde (em russo, Богдан Павлович Виллевальде; São Petersburgo, 1818 ou 1819 — Dresden, 10 de Abril de 1903) foi um pintor russo. Villevalde estudou na Academia de Belas Artes de São Petersburgo (1838-42) e tornou-se renomado pelas representações de panoramas histórico-militares.

## Galeria

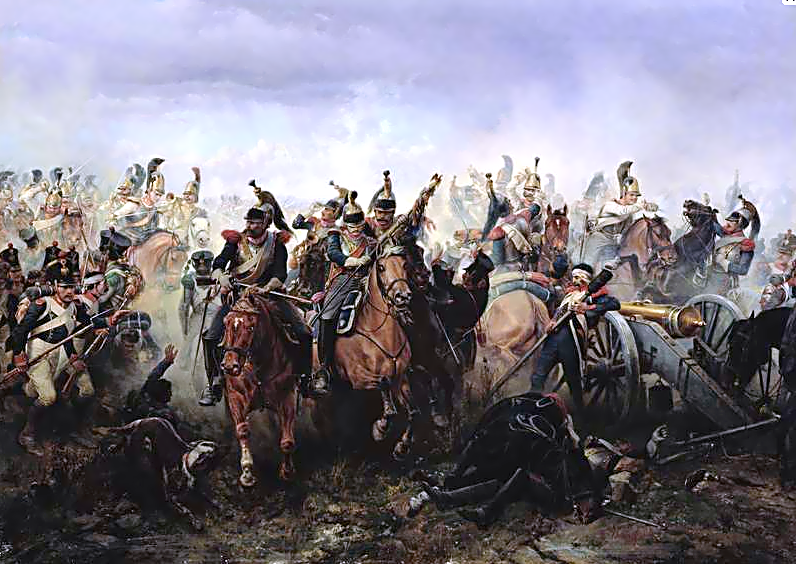
Batalha de La Fère-Champenoise, 1814.
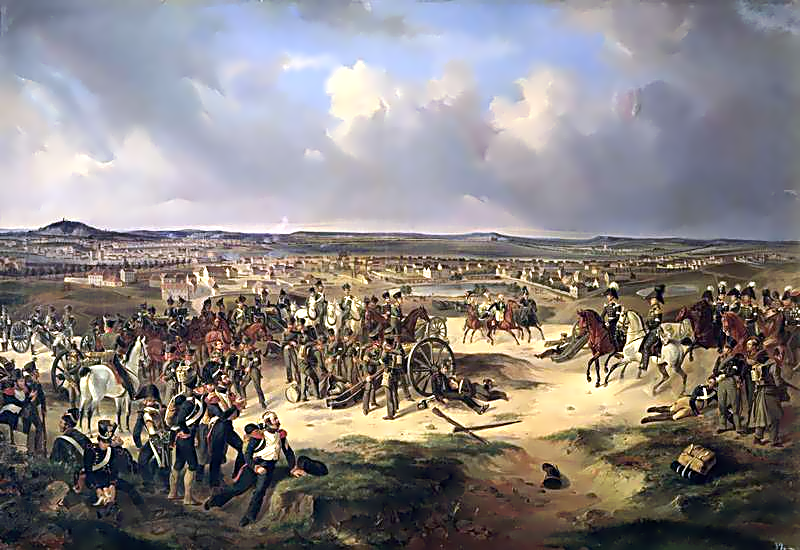
Batalha de Paris, 1814.
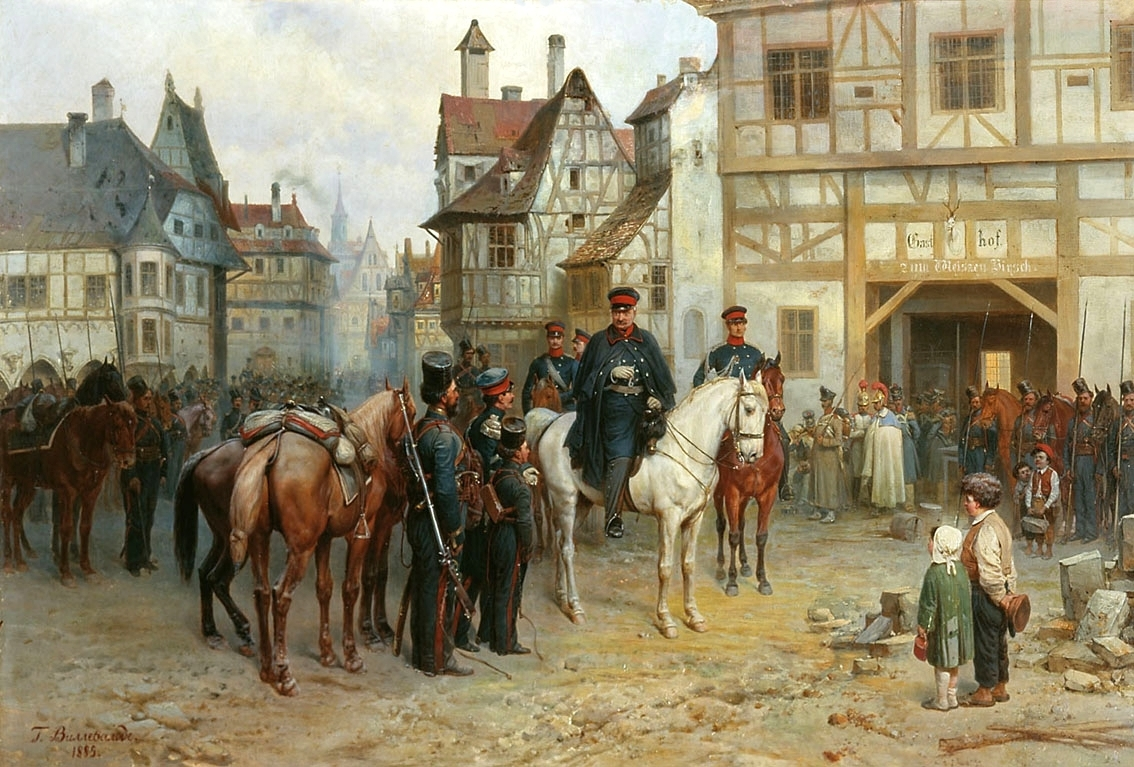
Gebhard Leberecht von Blücher em Bautzen.